# 廣南府
廣南府，明朝时在今雲南省的府。

广南府在云南省的位置（1820年）

明，廣南府。順治十八年，改流官。康熙八年，省廣西府之維摩州，以其地來隸。乾隆元年，設寶寧縣為府治。領縣一：寶寧縣（今廣南县）；以及土州一：富州（今富宁县）。清朝考评：要。隸臨安開廣道。

## 延伸阅读
[在维基数据编辑]
 《欽定古今圖書集成·方輿彙編·職方典·廣南府部》，出自陈梦雷《古今圖書集成》